# Синельников, Михаил Исаакович
Михаи́л Исаа́кович Сине́льников (род. 19 ноября 1946, Ленинград) — русский советский поэт, переводчик, литературовед, историк русской литературы.

## Биография
Родился в 1946 году в Ленинграде, в семье, пережившей блокаду. Отец — военный журналист, литератор, впоследствии мемуарист, известный филологам воспоминаниями о литературной жизни Ленинграда двадцатых годов («Молодой Заболоцкий», «Вечер Мандельштама» и т. д.). Мать — учительница русского языка и литературы, в годы войны — директор детского дома для сирот блокады. Ранние годы Синельникова прошли в Киргизии, где он окончил исторический факультет Ошского педагогического института. Два года проработал корреспондентом областной газеты. В 1969 году поступил в московский Литературный институт имени Горького.
Работал в «Литературной газете», в журнале «Дружба народов». Преподавал поэзию в Христианском лицее, был проректором Института развития регионального образования, обозревателем газеты «Московские новости».
Член Союза писателей СССР (1976) и Союза писателей Москвы.

## Творчество
Уже в начале пути его стихи были замечены и одобрены рядом видных писателей: Леонид Мартынов, Вениамин Каверин, Михаил Зенкевич, Арсений Тарковский, Сергей Марков, Борис Слуцкий, Александр Межиров.
Первый стихотворный сборник «Облака и птицы» издал в 1975 году. В советское время являлся членом пяти Советов по национальным литературам при Союзе писателей СССР: грузинского, армянского, азербайджанского, таджикского, киргизского. Много занимался переводами, переводил поэтов Европы, Дальнего Востока, Северного Кавказа, тюркских стран (Киргизии, Казахстана, Азербайджана, Узбекистана, Туркмении, Татарстана, Балкарии, Карачая), Армении, Таджикистана, персидскую классику. В 2011 году вышла книга избранных переводов Михаила Синельникова «Поэзия Востока».
Синельников является исследователем литературы, автором многих статей о поэзии (в том числе, посвященных влиянию мировых религий на русскую литературу), а также воспоминаний о поэтах и деятелях искусства. Составитель ряда антологических сборников: «Свидание с Тбилиси», «Киммерийская сивилла», «Петербург — Петроград — Ленинград в русской поэзии», «Град срединный, град сердечный. Москва в русской поэзии», «Русская няня», « Омар Хайям в переводах русских поэтов», «Персидская классическая поэзия», «Персидская любовная лирика», «Хафиз в переводах русских поэтов», «Незримое благословенье. Исламский Восток в русской поэзии» (два издания), «Лотос в воздухе. Индия в стихах русских поэтов», «Зов Алазани. Шедевры грузинской поэзии в переводах русских поэтов», книг Абу ль аля аль Маарри и Рабиндраната Тагора, сосоставителем азербайджанской и туркменской поэтических антологий, вышедшей с предисловием В. В. Путина книги «Сказаний золотая дань — тысячелетию Казани» и ещё многих других антологических сборников и альманахов. С 2003 года Синельников является главным составителем в рамках долгосрочного Национального проекта «Антологии русской поэзии»(вышли два тома, посвящённые русской поэме, 2018). Подготовлены к изданию две составленные Михаилом Синельниковым монументальные антологии «Северная сутра. Буддийские мотивы в русской поэзии» и «Тюркский мир в русской поэзии».
Автор 33 оригинальных поэтических сборников сборника, в том числе, однотомника (2004), двухтомника (2006), книги «Сто стихотворений» (2011),Избранного «Из семи книг»(М., «Художественная литература», 2013), книги «Поздняя лирика»(2020). Стихи переведены на английский, немецкий, испанский, польский, болгарский, сербско-хорватский, словенский, румынский, албанский, турецкий, азербайджанский, фарси, таджикский, хинди, узбекский, киргизский, грузинский, армянский, осетинский, монгольский, вьетнамский, японский, корейский языки, отдельными книгами вышли в Черногории, Румынии (дважды), Турции и Японии..

## Литературные премии
Отмечен премиями Ивана Бунина(2010), премией Арсения и Андрея Тарковских (2012), премией «Глобус» за интернационализм творчества (1997), премией «Золотое перо» (1997), премией «Исламский прорыв» (2007), грузинской премией Георгия Леонидзе (2002), киргизской премией Алыкула Осмонова (2006), таджикской премией «Боргои Сухан»(2011), азербайджанской премией Наджафа Наджафова (2013), румынской премией Фонда «Пауль Полидор» (2006), премиями литературных журналов. Среди наград — грузинский орден Святой Нины, серебряная медаль Ивана Бунина (от Российской академии естественных наук), медаль Валерия Брюсова, армянская золотая медаль «За литературные заслуги», таджикская медаль «Знак Слова», Почетная грамота Президента Кыргызстана. Михаил Синельников — Заслуженный работник культуры Ингушетии, член Исполкома «Общества культурного и делового сотрудничества с Индией», он является также действительным членом Российской академии естественных наук и Петровской академии, академиком турецкой Академии культуры и поэзии (Чанаккале). В московском Институте стран Азии и Африки преподает разработанный им курс «Азия и Африка в русской поэзии». Является членом редакционной коллегии выходящего в Бухаресте интернационального журнала «Диалог морей».

## Отзывы о поэзии Михаила Синельникова
Трудно предполагать грядущее, но, как мне кажется, на наших глазах растет обещающий поэт.
Леонид Мартынов.
«Московский комсомолец», 9 августа 1968 г.
Уже по первым его произведениям, с которыми я познакомился три года тому назад, можно было судить, что он обладает незаурядным поэтическим дарованием. С этим дарованием соединилось прекрасное знание русской и мировой литературы. Эти весьма важные для будущего писателя черты упрочились с годами… Он ещё очень молод и для меня нет сомнений в том, что горячая любовь к литературе сыграет важную роль в его дальнейшем развитии. Стихи его отличаются богатой и, подчас, неожиданной образностью, заботой о мелодичности, широтой кругозора. Для его поэзии характерен нравственный самоотчет, который, надо надеяться, будет углубляться с годами. Одновременно его стихи как бы призывают к изучению истории народа — важная особенность, перекликающаяся с обширной образованностью молодого поэта. Необыкновенное трудолюбие, незаурядный талант, стремление найти и развить свой собственный поэтический голос упрочились с годами и приобрели черты профессионализма…
Вениамин Каверин.
1971 г.
… Он вырос на юге Киргизии. Люди и природа этого своеобычного края воспитали Михаила Синельникова как человека и поэта Современная жизнь народа и его героическое прошлое — ключ, обретённый поэтом, давший возможность Синельникову проникнуть в сердце каждого, кто узнал его стихи. Читателя не оставляет равнодушным то историческое чутьё, которое свойственно поэту, которое является душой его стихотворений. Его стихи — живое и весьма полнокровное явление подлинного поэтического искусства сильного и вполне самобытного. Стихи эти исполнены мысли и чувства, чужды как сентиментальности, так и равнодушия к явлениям жизни. Его страстность (а она несомненна!) — сдержана как бы врождённым хорошим художественным вкусом и всегда руководима рассудком. Казалось бы, это можно счесть преувеличением (мы говорим о 24-летнем поэте), но зрелость мышления этого художника, безукоризненность его письма — должны переубедить каждого, кто с предубеждением относится к нашей молодой поэзии. Стилю М. Синельникова свойственны чёткость изобразительных средств, экспрессия образности. В его стихах нет деталей, которые не служили бы теме стихотворения. Его эпитет точен и не допускает вариантов: это очень редкое, драгоценное свойство!
Арсений Тарковский.
1971 г.
… Михаил Синельников несомненно очень талантлив. Он самоотверженно, вдумчиво и глубоко относится к поэзии, стремится найти в ней свой путь и выразить творчески своеобразно себя, как поэта. Я следил за его творчеством в течение последних лет. Его стихи привлекли мое внимание яркой образностью, словесной выразительностью, «лица необщим выраженьем»…
Михаил Зенкевич.
1971 г.
… «Киргизская охота»… Это не просто хорошие стихи, но и написанные хорошо. У нас сколько угодно хороших стихов, написанных плохо. Синельников — странный поэт. Его манера, его поэтические пристрастия не такие, как у большинства его сверстников…
Борис Слуцкий.
1971 г.
Близость к совершенству, а может быть само совершенство — вот первое и последнее впечатление от стихов Михаила Синельникова. В каждом искусстве, как это уже признано, важен свой собственный язык. Так в живописи важна сама живописность, которую не подменить ничем другим, сюжетностью, например. В стихах ценна некая стихотворность, что ли — до сих пор ещё не открытая теорией. Стихи Синельникова стихотворны — это их победительное качество, способное противостоять тем, кто ищет в стихах не стихотворную тягу и стихию. Стихия стиха Синельникова — как бы самостоятельная и словно не зависящая от автора сила. Помимо этого достоинства тут упомянем и ограничимся ещё одним уникальным качеством книги — причастностью её к тому, что носит название культуры в самом высоком смысле этого слова. Убежден, что для нашего издательства будет прямым долгом издать эти стихи, столь ярко и своеобразно проникнутые Грузией и грузинской культурой, и которые в большинстве, за исключением переводов, по совершенно посторонним и не имеющим к стихам, как таковым, причинам не увидели ещё света. Таким образом Грузии будет принадлежать и в этом случае честь первооткрытия.
Прошу настоящий отзыв на книгу Михаила Синельникова считать также и заявлением, в котором я, если это сочтет нужным издательство, выражаю готовность быть её внешним редактором, хотя, строго говоря, эта книга не нуждается в редактировании. Единственно, что требуется — не только сохранить рукопись в полном объёме, но и дополнить её стихотворениями и переводами, почему-то не включенными в неё, конечно, с согласия автора.
Александр Цыбулевский.
Отзыв на рукопись книги стихов и переводов Михаила Синельникова «Аргонавтика» для издательства «Мерани». 1974 г.

Личность и культура, природа и история в его стихах не перегорожены заборами, слитые воедино в сильном и чистом звуке русской речи, они с новой убедительностью свидетельствуют о том, что каждый истинный поэт — явление не только личности, но и истории.
Впервые стихотворения Михаила Синельникова прозвучали со страниц московских журналов около десяти лет назад и вместе с внезапным дыханием неподдельной поэзии принесли с собой в русском слове дыхание востока, дыхание киргизской земли. То был действительно чистый и сильный звук русской речи, сразу услышанный теми, кто любит, чувствует и сознает поэзию.
Невозможно миновать свою молодость. Но период, который принято называть становлением, иногда так и остается тайной поэта.
М. Синельников пришел в литературу зрелым мастером. Между тем в его стихах не ощутим предварительный замысел. Таким образом слово «мастерство», которое применительно к поэзии само себя ставит в кавычки, в данном случае от кавычек избавляется. Михаил Синельников — мастер стихийный. Стихия его творчества серьезная и вдумчивая. Он не навязывает вечности своих настроений, не сходит с реалистической почвы, умеет разглядеть углы времени, торчащие из объективной природы и общественной среды.
Его стихотворения отмечены благородством вкуса и острым осознанием действительности. Мысли в них рождаются от душевного опыта, они согреты дарованьем духа и слова, напряженностью нравственной жизни.
Александр Межиров.
Из предисловия к сборнику «Киргизская рапсодия». 1979 г.
Его поэтическая судьба трудна. Но ведь ещё древние поняли, что прекрасное трудно.
Литературная эпоха не то салонной, не то языческой метафизики Охотного ряда, повальной манерности, безвольных анжанбеманов из вторых рук, рискованно длинных строк, провоцирующих откровенное многословие, разрушающих инстинкт лаконизма (если таковой имеется), превращающих поэзию в общедоступное занятие; для таких поэтов, как Михаил Синельников, сохраняющих архаическую верность классическому русскому стиху, особенно нелегка. Если бы он отказался, например, от знаков препинания, его известность возросла бы стократно. Но и известности он не ищет. Зато, как говорил Владислав Ходасевич, к его поэзии не надо «пробиваться сквозь ненужную заросль внешней непростоты, этого вечного спутника всего, что сделано не из первосортного материала».
Александр Межиров.
Ньюйоркский журнал «Слово». 1994 г.

## Творчество
Переводчик грузинской, персидской и таджикской поэзии.

### Избранные произведения
Поэзия
- Избранные произведения : в 2-х т. — М.: Наталис, 2006. (За далью непогоды. Стихотворения; Тысячелетний круг. Переводы)
- Ала-кийиз : Кыргызская книга. — М., Наталис, 2006.
- Синельников М. И. Аргонавтика : Стихи : Пер. из груз. поэтов. — Тбилиси: Мерани, 1980. — 301 с. — (Циклы: Воздушный корабль; Четыре ветра; Дионис: Пер. из груз. поэтов). — 10 000 экз.
- Друг / Prietenul. — Bucuresti: Editora Fundatiei «PaulPolidor», 2006. (Билингва на русском и румынском языках)
- Синельников М. И. Киргизская охота : Стихи, пер. из кирг. поэзии. — Фрунзе: Кыргызстан, 1988. — 143 с. — (Содерж.: Циклы: Киргизская рапсодия; Зеркало на столе; Эхо Киргизии; В зимней Индии). — 1000 экз. — ISBN 5-655-00148-9.
- Синельников М. И. Киргизская рапсодия : [Стихи]. — Фрунзе: Кыргызстан, 1979. — 82 с. — (Разделы: Стихи о Киргизии. Восточные мотивы; Переводы из киргизской поэзии). — 2000 экз.
- Лазурит : Книга исламских стихов. — Нижний Новгород: ИД «Медина», 2008.
- Незнакомый голос : Стихи. — СПб.: Лимбус пресс, 1999.
- Синельников М. И. Незримое благословенье : исламский Восток в русской поэзии. — Нижний Новгород—М., 2008.
- Синельников М. И. Облака и птицы : Стихи. — М.: Советский писатель, 1976. — 80 с. — 10 000 экз.
- Синельников М. И. Обломок : Стихотворения. — М.: Журн. поэзии «Арион» : ЗАО «РИК Русанова», 1997. — 158 с. — («Голоса» : Кн. сер. журн. «Арион». Содерж.: Стихотворения; Раздел: Ода на разрушение Вавилона). — 700 экз. — ISBN 5-87414-178-6.
- Синельников М. И. Огненные знаки : избранные переводы из персидско-таджикской классики и таджикских поэтов нового времени, стихи об Иране и Таджикистане, заметки разных лет. — М.: Исолг, 2011. — 319 с. — 3000 экз. — ISBN 978-5-9902121-5-2.
- Синельников М. И. Под сенью кедра : Собр. стихотворений. — М.; СПб.: Летний сад, 2004. — 767 с. — (Содреж.: Разделы: Пять книг; Разные стихотворения; Из ящика стола). — 2000 экз. — ISBN 5-97381-117-6.
- Пятьдесят стихотворений. 1968—2000. — М., ЛИА Р. Элинина, 2002.
- Синельников М. И. Разноцветная башня : Переводы из осет. поэзии. Стихотворения. — Орджоникидзе: Ир, 1987. — 254 с. — 1000 экз.
- С jеверни сjaj Никшич, 1988 године. (Перевод на сербский язык в Черногории)
- Синельников М. И. Священный вечер : стихи об Индии, 1982-2006. — М.: Наталис, 2006. — 137 с. — (Содерж.: Циклы: Из кн. «Сон шелкопряда» (1990); Из кн. «Холодный ключ» (1986); Из кн. «Обломок» (1997); Из кн. «Незнакомый голос» (1999); В Беге лет; Из кн. «Шёлк» (2002); В Гималаях (2002); Из кн. «Скорпион» (2003); Из кн. «Под сенью кедра» (2004)). — 1000 экз. — ISBN 5-8062-0220-8.
- Скорпион : Стихотворения. — М.: Воскресение, 2003.
- Синельников М. И. Сон шелкопряда : Избр. стихотворения, 1968—1989. — М.: Книга, 1990. — 124 с. — 5000 экз. — ISBN 5-212-00589-2.
- Сто стихотворений. — М.: Прогресс-Плеяда, 2011.
- Синельников М. И. Тысячелетний круг : избранные произведения, переводы. — М., 2006. — 462 с. — (Содерж.: Разд.: Из санскритской антологии; С фарси; С грузинского; С армянского; С осетинского; С абхазского; С карачаево-балкарского; С ингушского; С чеченского; С азербайджанского [и др.])). — 1000 экз. — ISBN 5-8062-0227-5.
- Синельников М. И. Холодный ключ : Стихи. — М.: Сов. писатель, 1986. — 157 с. — (Содерж.: Циклы: Под северным сиянием; Тюркская ночь; Семь цветов; В зимней Индии). — 10 000 экз.
- Шелк : Стихотворения. 1999—2002. — М.—СПб.: Летний сад, 2002.

Переводы
- Абашидзе И. В. Вечно сначала : Из лирики последних лет / Авториз. пер. с груз. М. Синельникова. — М.: Правда, 1987. — 30 с. — (Б-ка «Огонёк», ISSN 01322095; № 41). — 80 000 экз.
- Восточная поэзия : Избранные переводы. — Ростов-н/Д: Феникс, 2011.
- Каноат М. Колыбель Авиценны : Поэма / Пер. с тадж. М. Синельникова. — Душанбе: Ирфон, 1983. — 116 с. — 10 000 экз.
- Мамытов Ж. Сказка о Храбром Чилтене ; Сказка-поэма : [Для сред. и ст. шк. возраста] / Пер. с кирг. М. Синельникова. — Фрунзе: Мектеп, 1981. — 44 с. — 8000 экз.
- Мамсуров Т. О. Осетинские песни : Стихи на осетин. и рус. яз / Пер. с осетин. М. Синельникова. — Орджоникидзе, 1985.
- Нишниадзе Ш. Пята и щит Ахиллеса : Поэма / Пер. с груз. М. Синельникова. — Тбилиси: Мерани, 1975. — 120 с. — 15 000 экз.
- Синельников М. И. Мой Алыкул : Стихотворения, поэмы [А. Осмонова] / Пер. с кирг. — Фрунзе: Адабият, 1990. — 111 с. — (Содерж.: Стихотворения; Поэмы: Толубай — знаток скакунов; Характеры; Дженишбек; Карагул). — 3000 экз. — ISBN 5-660-00276-5.
- Файзулло Х. Боль : Стихи, поэмы / Пер. с тадж. М. Синельников. — М.: Сов. писатель, 1990. — 107 с. — (Содерж.: Стихотворения; Поэмы: Голоса Хатыни; Поэма пути). — 9200 экз. — ISBN 5-265-01385-7.
- Хакани. Ветер в руке : [Стихи] / Пер. с перс. М. Синельникова; [Подстроч. пер., предисл., глоссарий и примеч. М.-Н. Османова]. — М.: Наука, 1986. — 237 с. — 50 000 экз.
- Хакани. Дворцы Мадаина / Перевод с фарси. — М.: Наталис, 2004.
- Чарквиани Д. Большой свет : Стихи / Пер. с груз. М. Синельникова. — М.: Сов. писатель, 1975. — 87 с. — 7000 экз.

Составитель
- Град срединный, град сердечный : Москва в русской поэзии : [антология] / Сост., предисл., коммент.: М. И. Синельников. — СПб.—М.: Лимбус пресс; Издательство К. Тублина, 2009. — 964 с. — 3000 экз. — ISBN 978-5-8370-0601-2.
- Земля золотого граната : Туркмения в русской поэзии, прозе и живописи. — М., 2011.
- Киммерийская сивилла : Стихи русских поэтов о Коктебеле. — М.: Педагогика, 1991.
- Лотос в воздухе : Индия в стихах русских поэтов / Сост. М. И. Синельников. — М.: Ключ-С, 2009. — 285 с. — 500 экз. — ISBN 978-5-93136-098-0.
- Незримое благословенье : исламский Восток в русской поэзии / Сост. М. И. Синельников. — Нижний Новгород—М.: Медицина; Наталис, 2008. — 423 с. — 3000 экз. — ISBN 978-5-9756-0036-3. ISBN 978-5-8062-0288-9
- Омар Хайям. Рубайят. — М.: Эксмо, 2005.
- Персидская классическая поэзия / Сост., авт. предисл. и коммент. М. И. Синельников. — М.: Эксмо, 2006. — 478 с. — (Содерж.: авторы: Рудаки; Шахид Балхи; Абульхасан Кисаи; Фирдоуси; Унсури; Абу Али Ибн Сина; Фаррухи; Манучехри; Катран Тебризи; Баба Тахир [и др.]). — 4100 экз. — ISBN 5-699-15599-6.
  - Персидская классическая поэзия : [антологический сб.; переводы] / Сост. М. И. Синельников. — М., 2007.
- Персидская любовная лирика / Сост. М. И. Синельников. — М.: Эксмо, 2008. — 253 с. — (Содерж.: авторы: Рудаки, Дакики, Унсури, Фаррухи, Манучехри, Баба Тахир, Катран Тебризи, Масуди Са'ди Сальман, Муиззи [и др.]). — 4000 экз. — ISBN 978-5-699-22313-8.
- Поэзия — Вода пустыни. С любовью — из России. Караваны идут сквозь года. Туркменская поэзия XX века. Караваны идут сквозь века. Туркменская поэзия XIX — XVII веков. Из глубины времён. Дастаны, песни / Сост.: М. Синельников, И. Шкляревский, Е. Рейн, Б. Романов. — М., 2006.
- Русская няня. — М.: Независимое издательство «Пик», 2004.
- Санкт-Петербург — Петроград — Ленинград в русской поэзии : Антология. — СПб.: Лимбус Пресс, 1999.
- Свидание с Тбилиси : Стихи рус. поэтов / Сост. М. Синельников, М. Поцхишвили. — Тбилиси: Мерани, 1980. — 150 с. — (Авт.: А. Пушкин, В. Кюхельбекер, М. Лермонтов, Я. Полонский, С. Надсон, К. Бальмонт, И. Бунин, В. Брюсов, В. Маяковский, С. Есенин и др.). — 3000 экз.
- Сказаний золотая дань — тысячелетию Казани / Сост.: М. Синельников, И. Шкляревский; Предисловие В. В. Путина. — М.—Казань, 2005.
- Тагор Р. Ветер ли старое имя развеял… — М.: Эксмо, 2011.
- Чаренц Е. Поправший твердь, сотворивший твердь : Стихи и поэмы. — М., 2009.
- «Я не вечен, а ты — навсегда» : Русские поэты об Азербайджане. Поэты Азербайджана в русском слове / Сост.: М. Синельников, И. Шкляревский. — Баку: Азернешр, 2006.

## Награды и признание
- премия журнала «Дружба Народов» (1973)
- премия фонда «Знамя» (1997)
- Почётная грамота Кыргызской Республики (27 октября 2006 года, Кыргызстан) — за заслуги в развитии кыргызско-российского сотрудничества в области культуры и искусства[2]
- Литературная Бунинская премия (2010)
- Лауреат премии журнала «Дети Ра» (2015)